# Norbert Skowronek
Norbert Skowronek (* 10. Mai 1947 in Zabrze, Polen) ist ein ehemaliger deutscher Sportfunktionär.

## Leben
Skowronek wuchs in Castrop-Rauxel auf. 1966 ging er nach West-Berlin und studierte an der Technischen Universität Ingenieurwissenschaften und Betriebswirtschaftslehre. Er war Mitarbeiter am Lehrstuhl für Wirtschaft- und Sozialpolitik der TU. Von 1972 bis 1975 war er als kaufmännischer Leiter bei einem Metallverarbeitungsbetrieb tätig.
1975 kam er als Referent für Finanzen und Verwaltung zum Landessportbund Berlin (LSB). Dort wurde er 1985 in Nachfolge von Manfred von Richthofen zum Direktor bestellt. Im Frühjahr 2012 trat er in den Ruhestand.

## Leistungen
Während seiner Amtszeit verdoppelte sich die Mitgliederzahl auf mehr als 590.000. Er initiierte Wettbewerbe wie den Innovationspreis des Berliner Sports. Durch seine Mitarbeit in Organisationskomitees von Sportveranstaltungen wie der Fußball-Weltmeisterschaft 2006, den Leichtathletik-Weltmeisterschaften 2009, dem Deutschen Turnfest oder der Champions Trophy prägte er den Sport auch über Berlin hinaus mit.

## Ehrungen
- 2011: Ehrennadel des Deutschen Olympischen Sportbundes
- 2012: Verdienstkreuz 1. Klasse der Bundesrepublik Deutschland